# Эстонская академия наук
Эстонская академия наук (эст. Eesti Teaduste Akadeemia) имеет государственный статус и является группой эстонских учёных, чьей заявленной целью является продвигать научные исследования и разработки, увеличивать международное научное сообщество и распространять знания среди общественности. На июнь 2006 года в Академии состоят 57 полных членов и 15 иностранных членов. С ноября 2014 года президентом Академии является математик Тармо Соомере. Академия расположена на улице Кохту в Таллине. Здание академии, бывший дворец Романа фон Унгерн-Штернберга, построено в 1865 году архитектором Мартином Гропиусом и внесено в Государственный регистр памятников культуры Эстонии как памятник архитектуры и исторический памятник.

## История

### Предыстория
Идея создания Научного института Эстонии, как варианта национальной Академии наук, высказывалась ещё в 1917 (вскоре после академического конгресса), в связи с планами переустройства Тартуского университета и создания при нём или над ним единого научного центра. Одним из инициаторов здесь выступил учёный-филолог В. Эрнитс, поднявший этот вопрос в Учредительном Собрании Эстонии. Был рассмотрен проект устава, Комиссия по вопросам образования выработала план работы, но всё закончилось публикацией этого плана в качестве закона в начале 1919 года. Эрнитс же напомнил об этих планах уже в 1934 году Президенту Пятсу в несколько сокращённом виде: создать объединение финно-угорских исследовательских учреждений. Эрнитс был назначен секретарём Фенно-угрии, но Академию наук Пятс стал организовывать по-своему.

### Основание
Академия была основана в 1938 году как научное сообщество в составе двух секций — гуманитарной и естественнонаучной, по 10 человек в каждой. Шесть первых членов каждой секции надлежало назначить президенту республики по предложению министра просвещения, впоследствии академики должны были сами ежегодно выбирать по одному новому члену, поочередно в каждой из секций до достижения полной штатной численности 20 человек (успели выбрать одного). По достижении 70-летнего возраста Действительные члены переходили в Почётные (эмеритированные), освобождая место для нового члена. Предусматривался институт членов-корреспондентов, но он так и не был реализован.
Годовой бюджет Академии был определён в скромную сумму 100 тысяч крон (и он не всегда выполнялся), принимались также пожертвования. Постоянного жалованья академикам не выплачивалось, финансировалось собирание рабочих материалов, доставка оборудования, оплата
труда помощников и публикаций, выделялись исследовательские стипендии, которые могли получать не только академики (на 1938/1939 год было выделено 11 стипендий, академикам предназначалось 8).
Академия должна была издавать ежегодник (единственный том вышел в 1940) и учёные записки.
13 апреля 1938 года были назначены первые 12 эстонских академиков — географ Эдгар Кант, фольклорист и религиовед Оскар Лооритс, лингвист Юлиус Марк, историк Хендрик Сепп, литературовед Густав Суйтс, юрист Юри Улуотс (в секции гуманитарных наук) и биолог Хуго Кахо, химик Пауль Когерман, медики Александр Палдрок и Людвиг Пуусепп, биолог Карл Шлоссман, астроном Эрнст Эпик (в секции естествознания). Президентом Академии стал Карл Шлоссман, заведующими секциями — Пауль Когерман (естествознание) и Эдгар Кант (гуманитарные науки).
Состав Академии вызвал критические оценки, главным было обвинение в назначении в Академию сторонников действующего Президента Эстонии Пятса, в неё не попали А. Саарестэ и Ю. Мягистэ, не уступавшие Ю. Марку как языковеды, и В. Андерсон — более крупный этнограф, чем Лооритс. Полагают, что из историков вместо Сеппа следовало выбрать Х. Крууса или Х. Моора. Особого уважения Академия не вызывала, у эстонской интеллигенции ходило выражение: «дополнительный источник кормления верных», общим было мнение, что при подборе состава АН Пятс отошёл от демократических принципов.
На первых выборах в Академию в 1939 году действительным членом стал Теодор Липмаа.
В 1939 году почётным академиком был избран президент Эстонии Константин Пятс, а в 1940 — главнокомандующий вооружёнными силами Эстонии генерал Йохан Лайдонер.

### Советский период
После вхождения Эстонии в состав Советского Союза Эстонская академия наук была ликвидирована 17 июля 1940 года.
В апреле 1946 года была организована Академия наук Эстонской ССР (эст. Eesti Nõukogude Sotsialistliku Vabariigi Teaduste Akadeemia). Располагалась в Таллине, часть учреждений находилась в Тарту. Имела 4 отделения: физико-математических и технических наук, биологических и сельскохозяйственных наук, медицинских наук, общественных наук. В структуру академии входила Центральная библиотека, 15 научно-исследовательских институтов, 2 исследовательских сектора, 5 музеев и 4 научных общества:
- отделение физико-математических и инженерных наук (Институт геологии, Институт химии; Институт математики, физики и механики; Институт строительства и архитектуры; Институт промышленных проблем, Геологический музей);
- отделение биологических и сельскохозяйственных наук (Институт биологии, Институт сельского хозяйства, Институт скотоводства и ветеринарии, Институт лесного хозяйства, Институт зоологии, Общество естествоиспытателей);
- отделение медицинских наук (Институт экспериментальной медицины, Институт здоровья и профессиональных заболеваний, Институт клинической медицины);
- отделение общественных наук (Институт истории, Институт языка и литературы, Институт экономики, Юридический сектор, Педагогический сектор, Эстонский национальный музей, Государственный литературный музей, Исторический музей, Общество образования Эстонии, Академическое общество родного языка).

К 1946 году из прежнего состава академии Хенрика Сеппа, Александра Палдрока, Людвига Пуусеппа и Теодора Липмаа уже не было в живых, в 1944 году Эдгар Кант, Оскар Лооритс, Юри Улуотс, Карл Шлоссман эмигрировали в Швецию, Густав Суйтс в Финляндию,
Юлиус Марк, Хуго Кахо и Эрнст Эпик бежали в Германию. В первый состав новой академии было избрано 14 действительных членов:
1. Иоган Эйхфельд, биология
2. Аксель Киппер, астрофизика
3. Пауль Когерман (переизбран), химия
4. Альфред Коорт, философия
5. Ханс Круус, история
6. Фердинанд Лая, ветеринария
7. Артур Луха, геология
8. Оттмар Маддисон, строительство
9. Юрий Нуут, математика
10. Альма Томингас, химия-фармакология
11. Николай Томсон, гигиена
12. Юхан Ваабель, экономика
13. Вольдемар Вади, терапия
14. Йохан-Вольдемар Вески, филология

и 10 членов-корреспондентов:
1. Юлиус Аамисепп, биология
2. Альбрехт Альтма, физика
3. Харальд Арман, строительство
4. Харальд Хаберман, энтомология
5. Лео Юргенсон, строительство
6. Карл Орвику, геология
7. Михкель Пиль, селекция
8. Оскар Сепре, экономика
9. Фридеберт Туглас, филология
10. Аугуст Вага, фитоценология

Первым президентом был избран историк, государственный и общественный деятель Ханс Круус.
Академия имела центральную библиотеку и 15 научных институтов (в том числе, биологии, сельского хозяйства, животноводства и ветеринарии, леса, экспериментальной медицины, гигиены и профессиональных заболеваний, клинической медицины, Зоологический музей и Общество испытателей природы).
27 апреля 1951 года во время кампании по борьбе с буржуазным национализмом Ханс Круус был исключён из действительных членов академии (членство было возвращено в 1956 году по обращению Президиума АН ЭССР).
17 июня 1951 года состоялись первые послевоенные выборы членов академии. Николай Бузулуков, Арнольд Хумал, Александр Киур-Муратов, Фёдор Клемент, Густав Наан, Иоосеп Саат и Андрей Чернышёв были избраны действительными членами Академии наук, Рихард Антонс, Александр Добрянский, Иоганнес Хейль и Хильда Моосберг — членами-корреспондентами академии.
С 1952 года выходили «Известия» в 4-х сериях на русском и эстонском языках.
Выборы в Академию проходили в 1954 году, Пауль Аристэ, Харальд Хаберман, Иоганнес Хейль, Карл Орвику и Аугуст Вага были избраны действительными членами, Николай Алумяэ, Рихард Махль и Аарне Пунг — членами-корреспондентами, 1957 — Харри Моора был избран академиком, Ило Сибуль и Арнольд Веймер — членами-корреспондентами.
В 1960 году был установлен новый штат академии: 22 действительных члена, 28 члена-корреспондента, и в 1961 году Николай Алумяэ, Рихард Антонс и Харальд Керес были избраны академиками, членами-корреспондентами — Агу Аарна, Гуннар Кангро, Пауль Кард, Арнольд Каск, Оскар Киррет, Эрик Кумари, Григорий Кузмин, Лаул Хейнрих Хендрихович, Хейнрих Лаул, Виктор Маамяги, Эдуард Пялль, Хуго Раудсепп, Карл Ребане и Артур Вассар. В 1964 году академиком стал Виктор Маамяги, а Чеслав Лущик — членом-корреспондентом, в 1967 — Карл Ребане и Арнольд Веймер академиками, а Ильмар Эпик — членом-корреспондентом.
В 1969 году в составе академии было 21 академик и 19 член-корреспондентов, были доизбраны Аарне Пунг и Александр Вольдек действительными членами, а Юхан Кахк и Калью Паавер — членами-корреспондентами. На выборах 1972 года в академию вошли Ильмар Эпик (действительным членом), Олаф Эйзен, Арно Кеёрна, Эндель Липпмаа, Эраст Пармасто и Борис Тамм (членами-корреспондентами); в 1975 — Арно Кёрна, Эндель Липпмаа и Борис Тамм были избраны академиками, а Михаил Бронштейн, Яан Ребане, Ханс Трасс и Михкель Вейдерма были избраны членами-корреспондентами.
В 1975 году Академия наук Эстонской ССР была награждена орденом Дружбы народов.
В 1977 были избраны только члены-корреспонденты: Хиллар Абен, Владимир Хижняков, Юхан Пеэгель, Анто Раукас, Карл Сийливаск, Хелле Симм и Велло Тармисто, но уже на следующий год Лео Юргенсон, Юхан Кахк и Калью Паавер были избраны академиками, был избран и ещё один член-корреспондент — Виктор Пальм. Следующие выборы состоялись в 1981 году, членами-корреспондентами стали Яан Эйнасто, Раймунд Хагельберг, Хуно Рятсеп и Энн Тыугу.
В 1983 году Постановлением Совета Министров общее число членов Академии было подтверждено в количестве 53 человек, из них 22 члена Академии и 31 член-корреспондент. 14 июня — Олаф Эйзен и Михкель Вейдерма были избраны академиками. 14 декабря в члены-корреспонденты Академии были избраны Арво Отс, Дмитрий Кальо, Юло Лилле и Александр Панксеев. 1986 год — Михаил Бронштейн, Яан Эйнасто и Эраст Пармасто избраны действительными членами Академии, а Юло Яаксоо, Арнольд Кооп, Вальдек Кульбах, Пеэтер Саари и Геннадий Вайникко — членами-корреспондентами, а на следующий год — Хиллар Абен, Раймунд Хагельберг, Владимир Хижняков, Виктор Пальм, Анто Раукас, Яан Ребане и Энн Тыугу избраны академиками, Лембит Крумм, Георг Лийдья, Артур Линд, Удо Маргна, Андрус Порк и Рихард Виллемс — членами-корреспондентами.
1988 год — Генеральная ассамблея приняла решение считать Академию наук Эстонии, созданную в 1938 году прямым предшественником Академии наук Эстонской ССР, а начальный год деятельности академии — 1938 год. На следующий год разделение членства на действительных членов и членов-корреспондентов было ликвидировано, с 1 сентября 1989 года для всех членов Академии наук Эстонии устанавливалось единое академическое звание «Член академии». В 1990 году членами Академии были избраны Олав Аарна, Юрий Энгельбрехт, Юрий Лотман, Юри Мартин, Лойт Рейнтам, Март Саарма и Арвед-Эрвин Сапар.
В 1991 году впервые прошли выборы иностранных членов, ими стали геолог Валдар Яануссон (Швеция), биохимик Чарльз Габриэль Курланд (США / Швеция), фольклорист Матти Кууси (Финляндия), физиолог Йоханнес Пийпер (Германия), историк Пяйвьё Томмила (Финляндия) и химик Ивар Уги (Германия).
В 1992 году количество членов в академии было установлено в 60 человек.

### Новая история
В апреле 1989 года, ещё за два с половиной года до восстановления Эстонией независимости, академия получила своё прежнее наименование — Эстонская академия наук — и подверглась реструктуризации.
На первых выборах новой академии в 1993 году её членами стали Юло Лумисте, Юло Лепик, Лео Мытус, Раймунд-Йоханнес Убар, Павел Боговский, Айн-Эльмар Каасик, Валдур Сакс, Ильмар Коппель, Виктор Мазинг и Юхан Росс.
В следующем, 1994 году академиками были избраны Яак Аавиксоо, Харри Кяэр, Агу Лайск, Ханс Кюйц, Уно Мересте, Пеэтер Тульвисте и Хальдур Ыим.
В 1995 году были избраны новые иностранные члены — Карл-Олоф Якобсон, Яан Лаане, Эндрик Найгес, Майкл Годфри Родд и Хенн-Юри Уибопуу.
Очередные выборы в АН прошли в 1997 году, Эне Эргма, Рейн Кюттнер, Яак Ярв и Арво Крикманн стали академиками.
Первые выборы в XXI веке прошли в 2001 году, избраны Март Устав и Леннарт Мери. На следующий год иностранными членами стали Рихард Р. Эрнст, Жерар А. Маугин, Хельмут Шварц и Эндель Тульвинг.
В 2003 году в академию избраны Энн Мелликов, Райво Уйбо и Яан Росс, в 2007 — Тармо Соомере, Мати Карельсон и Яан Ундуск.
Иностранными членами в 2008 году стали Яак Пеетре, Григорий Минц, Матти Саарнисто и Ильзе Легист.
В 2009 году академиками избраны Арви Фрейберг и Урмас Варблане, в 2010 — Энн Саар, Еве Оя, Энн Люст, Тармо Уусталу, Мартин Зобель, Ээро Васар, Андрес Метспалу, Юри Аллик, Вальтер Ланг и Март Калм. В 2011 году членами Академии стали Марти Райдаль, Якоб Кюбарсепп, Тоомас Ассер, Урмас Кыляльг, Маргус Лопп, Карл Паюсалу, Арво Пярт.
В 2012 году в академию были избраны 4 новых члена: Хандо Руннель, Эрго Ныммисте, Яак Вило и Тыну-Андрус Таннберг и одновременно иностранными членами — Алар Тоомре, Стивен Р. Бишоп, Пекка Т. Мяннисто и Юрий Березкин.
В 2013 году членами Академии стали Яан Аарик, Андрес Эпик, Юло Ниинеметс и Лаури Мелксоо, в 2016 — Яан Эха, Маарья Круусмаа и Ану Рауд. Лишь два новых иностранных члена были избраны в 2017 году — Габор Степани и Яан Вальсинер.
Семью новыми членами пополнилась академия в 2018 году: Марко Кирм, Ярек Курницкий, Калле Кирсимяэ, Анне Кахру, Тийт Таммару, Ану Реало, Тийна Рандма-Лийв.
На 21 января 2025 года количество членов академии — 72, иностранных членов (в том чиcле российский историк Ю. Е. Берёзкин) — 19.

## Подразделения
В академии есть четыре отделения:
- отделение астрономии и физики (эст. Astronoomia ja füüsika osakond);
- отделение информатики и инженерии (эст. Informaatika ja tehnikateaduste osakond);
- отделение биологии, геологии и химии (эст. Bioloogia, geoloogia ja keemia osakond);
- отделение гуманитарных и общественных наук (эст. Humanitaar- ja sotsiaalteaduste osakond).

## Президенты
- 1946—1950 — Ханс Круус
- 1950—1968 — Иоган Эйхфельд
- 1968—1973 — Арнольд Веймер
- 1973—1990 — Карл Ребане
- 1990—1994 — Арно Кёёрна
- 1994—2004 — Юри Энгельбрехт
- 2004—2014 — Рихард Виллемс
- 2014—2024 — Тармо Соомере
- с 2024 года — Март Саарма[17]